# Eranina porongaba
Eranina porongaba là một loài bọ cánh cứng trong họ Cerambycidae.